# FK Radnik Surdulica
FK Radnik Surdulica (srpski ФК Радник Сурдулица) je nogometni klub iz Surdulice, Pčinjski okrug, Republika Srbija. 
 
U sezoni 2017./18. nastupa u Superligi Srbije. 

## O klubu
Klub je osnovan 1926. godine pod nazivom „SSK“ (Surdulički sportski klub). Početkom Drugog svjetskog rata klub se gasi, a obnavlja se 1946. godine pod nazivom Polet. 1950. godine mijenja se naziv u Hidrovlasina, ali krajem godine klub se spaja s Molibdenom iz Belog Polja i dobiva naziv Radnik. Klub u narednim desetljećima igra u nižim rangovima natjecanja. 
 
2013. godine osvaja Srpsku ligu Istok, a najveći uspjeh doživljava 2015. godine, kada osvaja Prvu ligu Srbije i ulazi u Superligu. 
 
U 2000.-im godinama je također igrao i pod nazivom Radnik Rosa.

## Uspjesi
Prva liga Srbije
- prvak: 2014./15.

Srpska liga Istok
- prvak: 2012./13.

## Poveznice
- službene stranice
- srbijasport.net, Radnik Surdulica, profil kluba